# Valse kathaaien
Valse kathaaien (Pseudotriakidae) is een familie van grondhaaien die bestaat uit 3 geslachten en 5 soorten.

## Taxonomie
De familie van valse kathaaien is als volgt onderverdeeld:
- Gollum Compagno, 1973
- Planonasus Weigmann, Stehmann & Thiel, 2013
- Pseudotriakis Brito Capello, 1868

Atelomycteridae · Dichichthyidae · Gladde haaien (Triakidae) · Hamerhaaien (Sphyrnidae) · Kathaaien (Scyliorhinidae) · Pentanchidae · Requiemhaaien (Carcharhinidae) · Rugvinkathaaien (Proscylliidae) · Tijgerhaaien (Galeocerdonidae) · Valse kathaaien (Pseudotriakidae) · Voeldraadhondshaaien (Leptochariidae) · Wezelhaaien (Hemigaleidae)